# Pulau Yefyus
Pulau Yefyus är en ö i Indonesien.   Den ligger i provinsen Papua Barat, i den östra delen av landet, 2 700 km öster om huvudstaden Jakarta.
Terrängen på Pulau Yefyus är varierad.